# Turska književnost
Turska književnost (tur. Türk literatürü) obuhvata usmene kompozicije i pisane tekstove na turskim jezicima. Osmanski i azerski oblici turskog jezika, koji čine osnovu većeg dela pismenog korpusa, bili su pod velikim uticajem persijske i arapske literature, i koristili su otomansku tursku abecedu.
Istorija šire turske književnosti obuhvata period od skoro 1300 godina. Najstariji postojeći zapisi pisanog turskog su Orhonovi natpisi, pronađeni u dolini reke Orhon u centralnoj Mongoliji i datiraju iz 7. veka. Nakon tog perioda, između 9. i 11. veka, među nomadskim turskim narodima centralne Azije nastala je tradicija usmenih epova, poput knjige Dede Korkuta Oguzskih Turaka – jezičkih i kulturnih predaka modernog turskog naroda — i Manasov ep Kirgiza.
Počevši od pobede Seldžuka u bici kod Mancikerta krajem 11. veka, oguški Turci su počeli da se naseljavaju u Anatoliji, a pored ranijih usmenih predaja nastala je i pisana književna tradicija koja se proizilazila u velikoj meri – u smislu tema, žanrova i stilova – iz arapske i persijske literature. Sledećih 900 godina, sve do pada Otomanskog carstva 1922. godine, usmena i pisana tradicija ostale su uglavnom odvojene jedna od druge. Osnivanjem Republike Turske 1923. godine, dve tradicije su se prvi put spojile.

## Rani period turske književnosti
Kada se govori o najranijem periodu turske književnosti, koristi se naziv „turkijski narodi“. Njihova književnost počinje u preistorijskom razdoblju, i to kao usmena književnost. Ovaj period je karakterističan po epu, epskim pesmama. S obzirom da su turkijski narodi živeli u Aziji kao nomadi u burnim vremenima, većina ovih predislamskih epova nije sačuvana u celosti, ved su tu samo fragmenti zapisani mnogo kasnije i to iz različitih izvora, turskih, arapskih, mongolskih...
Turci nemaju epove tipa Ilijade i Odiseje jer su sačuvani samo fragmenti epskih pesama iz vremena pre nove ere. Ti predislamski turkijski epovi govore o verovanju turkijskih naroda, životu, ratovima, borbi za egzistenciju i sličnom. Dele se na epove o Oğuzima, epove o Ergenekonu, ep o turkijskom plemenu Šu i nekoliko fragmenata drugih manjih epova zapisanih tek kad su Turci primili islam, u 10. veku.

### Ep o Alp Er Tungi
Ovaj ep govori o junaštvu vladara turkijskog naroda Sake, u Evropi poznatijeg po imenu Skiti. U Epu se govori o ratovanju vladara Alp Er Tunge sa Irancima u 7. veku p. n. e. Alp Er Tunga je prvi poznati junak turkijske istorije (Alp „hrabar, heroj, osvajač, ratnik”, Er „muškarac, muško, vojnik”, Tonga „sibirski tigar”) je bio mitološki heroj.
Odraz ovog epa vidi se i u čuvenom persijskom epu Šahnami, gde je istoričar Firdusi opisao Alp Er Tungu pod imenom Afrasijaba. Firdusi je prikupio narodne pesme i kazivanja naroda, dodao svoje stihove i tako je nastala Šahnama.
Iz sačuvanih fragmenata destana o Alp Er Tungi, istoričari zaključuju da je bio veliki, pravedan i častan vladar. U vreme kad je u iranskim zemljama bilo mnogo vladara, jedna od njih bila je kraljevina Kabul u kojoj se nalazio čuveni junak Zal. Vladar Kabula, Zev, padne u ruke Alp Er Tungi, a da bi ga oslobodio, Zal napadne Turana i pobedi Alp Er Tungu, ali ne uspe osloboditi vladara. Kasnije, Alp Er Tunga će iskoristiti smrt Zeva (vladara Kabula) i napasti Iran. Tad je još u životu bio Zal koji u rat šalje sina Rustema. Nakon brojnih ratova, Alp Er Tunga je poginuo, o čemu govore kazivanja u ovom destanu.
Predmet iranske i turkijske epike su Rustemova ratovanja sa Alp Er Tungom. 
| Izvorni turski jezik sa turskom transliteracijom | Prevod                                       |
| ------------------------------------------------ | -------------------------------------------- |
| Alp Er Tunga öldi mü?                            | Da li je Alp Er Tunga umro?                  |
| İsiz ajun kaldı mu?                              | Da li je siromah (svet) ostao bez glave?     |
| Ödlek öçin aldı mu?                              | Da li je sudbina (vreme) uzela svoju osvetu? |
| Emdi yürek yırtılur.                             | Sada se srce lomi.                           |
| Ödlek yırag közetti,                             | Sudbina ga je branila, njegovo oružje,       |
| Ogrı tuzak uzattı,                               | Dodala snagu njegovoj snazi,                 |
| Begler begin azıttı,                             | Naterala begove da zalutaju,                 |
| Kaçan kalı kurtulur.                             | Kako bi pronašao svoj spas da je ostao tamo, |
| Ulşıp eren börleyü,                              | Hrabri ljudi bi zavijali kao vukovi,         |
| Yırtıp yaka urlayu,                              | Pocepali okovratnike i glasno plakali,       |
| Sıkrıp üni yurlayu,                              | Vrištali i vikali,                           |
| Sıgtap közi örtülür.                             | Prolivali suze koje im zamračiše oči.        |

### Ep o Šu-u
Ep o Šu-u je jedan o najznačajnijih destana, i to je drugi po redu destan turkijskog naroda Skita. Ovaj destan govori o ratovanjima u vreme Aleksandrovog osvajanja Azije i učešću Turaka u tim ratovima. U vreme kad je Aleksandar prešao Samarkand i uputio se prema turanskim krajevima, vladar Turanaca bio je Šu. Svoju tvrđavu nazvanu Šu sagradio je u blizini grada Balasagan. Kako je vladar očekivao Aleksandrov dolazak, tajno je poslao izvidnicu od 40 probranih komandanata prema reci Hudžem. Kad je Aleksandar prešao reku Hudžem i kada je Šuova izvidnica donela vest, vladar se povukao na istok sa još 24 ratnika, i od tih ratnika nastala su 24 plemena Oğuza. Nakon dugog vremena, Aleksandar je došao i video ova 24 plemena i njihove potomke. Nazvao ih je „Türkmenen” i od tada su se prozvali Turkmenima. Ep dalje govori o brojnim ratovima između Aleksandra i Turkmena koji su završili mirom. Aleksandar se vratio u svoje krajeve, a Šu i njegovi podanici su se naselili u okolinu Balasaguna i pod nazivom Turkmeni nastavili živeti sedelačkim životom.

### Destan o Ergenekonu
To je jedan veliki turkijski ep koji govori o ratovima za suverenitet koje su vodili Turci u preistorijsko vreme. Ime epa je nastalo od dve reči, ergene-planinski klanac i kon-dvorac. To je bio deo oguskog destana i spada u njihovu istoriju. Postoji više verzija ovog epa:
Prva verzija govori o tome kako su nakon smrti Oğuz-hana na vlast došli njegovi sinovi Gokhan, Ajhan, Jildizhan, Denizhan i Ilhan.
Za vreme najmlađeg sina Ilhana, Tatari su napali Turke i zahvaljujući lukavstvu i prevari uspeli su ih pobediti. Oni su pogubili sve Turke i zavladali njihovom državom. Spasila su se samo dva İlhanova sina sa ženama. Bežeći od Tatara, putem su skupili nešto stoke, i tražili su drugu zemlju da se nasele, jer se u svoju nisu mogli vratiti. Jednog dana su se našli pred ogromnim planinskim klancem kog nisu mogli preći. Kad su izgubili svu nadu, našli su tragove sivog vuka (bozkurt) i sledili njegov trag, našli su se s druge strane krševitog brda. Tamo je bilo kao u raju, zelenilo i plodno tlo. Tu su se nastanili, razmnožili i postali mnogobrojan narod koji na tom mestu nije više mogao ostati jer su bili opkoljeni planinom. Znajući da im je domovina s druge strane planine, tražili su prolaz da izađu. Najzad se jedan kovač dosetio da istopi jedan prolaz kroz železni deo planine i tako su se Turci, predvođeni sivim vukom, vratili u domovinu.
Drugu verziju beleže Kinezi u svojim istorijskim knjigama. Turci su formirali državu na obalama Kaspijskog mora. U ratovim su izginuli svi Turci, osim jednog kojem je vladar dao da se odseku ruke i noge i naredio da se baci u močvaru. Slučajno je tim putem naišla jedna vučica koja mu je, videvši ga bez ruku i nogu, donela hranu i piće. Kad se čovek malo oporavio, odvukla ga je u svoju jazbinu i rodila mu desetero dece.  Vremenom su se njihovi potomci razmnožili i postali su brojni narod predvođen vukom. Ovu verziju zabeležio je istoričar mongolskog porekla Rešidu-d-din. On objašnjava da se njihov izlazak iz Ergenekona smatra njihovim oslobođenjem. Tako su Turci napadali svoje neprijatelje imitirajući vuka. Čak se u Epu o Oğuz-hanu govori kako je on imao i oblik vuka.

### Ep o Oğuz-hanu (Oğuz-kaganu)
Destan o Oğuz-kaganu nastao je u 2. veku pre nove ere, a zapisan je tek u 13. veku kada su Turci već bili islamizirani. Danas postoji Oğuz-kagan destan  zabeležen ujgurskim pismom. Pored ovog primerka epa koji sadrži elemente šamanskog verovanja, postoje i tri različita primerka destana prožeta islamskim duhom i napisana arapskim pismom. Jedan primerak je zabeležen i u delu Džamiu'-t-tevarih.
U ovom destanu nije ispričana biografija jedne ličnosti, nego i brojni istorijski događaji. To je turkijski destan koji opisuje turkijski način života, a sa stanovišta oslikavanja događaja, to je delo bilo izvor nastanka drugih destana. Najbliže izvoru je primerak napisan ujgurskim pismom, koji u odnosu na verzije na arapskom jeziku dosta drugačije opisuje mladost Oğuz-hana. U ujgurskoj verziji se jedva spominju njegovi roditelji; otac se obradovao njegovom rođenju, a majka ga je samo jednom nahranila mlekom, te je odmah tražio sveže meso i vino tako da je za 40 dana narastao, prohodao i igrao se. Noge su mu bilo kao kod bika, leđa kao kod vuka, a prsa kao kod medveda. U islamskim verzijama se govori opširno o njegovom ocu i plemenu.
U prvom delu ovog epa govori se o formiranju Oğuzove ličnosti, kako je davao posebnu važnost prirodnim pojavama jer je rano bačen u naručje prirode. Od rođenja je imao nadnaravne poglede i razlikovao se od drugih ljudi. Njegova ženidba je takođe bila neobična. Prvi put se venčao sa devojkom koja se u snopu svetlosti spustila s neba. Ona mu je rodila tri sina: Guna (Sunce), Jildiza (Zvezda) i Aja (Mesec).
Drugi put se venčao sa devojkom koju je našao u duplji drveta. I ona mu je takođe rodila tri sina, Goka (Nebo), Da (Planina) i Deniza (More).
Nakon što su se rodili njegovi sinovi, Oguz han je napravio veliku gozbu i pozvao sve svoje begove. Na gozbi im je dao naredbe:
Ja ću postati vaš han;
Uzmimo sve sablje štitove;
Božanska moć biće naša snaga;
Sivi vuk biće naš bojni poklič;
Naša gvozdena koplja biće šuma;
Hulan će hodati po lovištu;
Više mora i više reka;
Sunce je naša zastava i nebo je naš šator.
U drugom delu destana govori se o tme kako se Oğuz proglasio kaganom i zavladao svetom. U trećem delu se govori o uspostavi države koju je ostavio u nasleđe svojim sinovima čime je dao primer pravedne podele otadžbine i upravljanja državom.

## Počeci pismenosti i najstariji pisani spomenici
Današnji turkijski jezici nastali su iz jedinstvenog političkog društva. Iako ne postoje pouzdani izvori za definisanje tog vremena, ostaci tih spomenika upućuju na vreme mnogo pre ovih sačuvanih, uklesanih u kamenu. Turska plemena koja su od najstrijih vremena živela na velikim azijskim prostranstvima i međusobno udaljena, imali su između sebe velike jezičke razlike. Prema tome, brojni turkijski narodi mešajući se i sa drugim narodima na ovim prostorima dokazuju da je turski narod nastao iz više različith skupina. Za ove tvrdnje važni su i kineski izvori koji govore o različitim turkijskim skupinama. Kinezi spominju Tu-kju(e) (obzirom da nemaju glasa „r“ u svom jeziku). Shodno različitom poreklu nastanka pojedinih turkijskih naroda, razlikuju se i dijalekti kojima su oni govorili, tako se stari turski dijalekti dijele na tri glavne grupe:
1. Severni turski ili gök türkçe, jezik kojim su napisani čuveni orhonski spomenici, jezik na Jeniseju, Karabalgasonu, Turkistanu, te na nekim spomenicima iskopanim na Turfanu.
2. Južni turski dijalekti koji se susredu na turfanskim iskopinama.
3. Mešani dijalekti, mogu se podeliti na istočne i zapadne, a po morfološkoj strukturi ne mogu se uvrstiti u prve dve skupine.

Iako se ne može pouzdano znati vreme prvih pisanih spomenika kod Turaka, iz nekih istorijskih izvora je poznato da su postojali neki spomenici i iz 4. veka. To je posredno jer ti spomenici, nažalost, nisu sačuvani. Sačuvani su spomenici iz 8. veka, iako još ranije, u 6. veku, nastaje prevod Biblije na turski jezik pisan grčkim pismom, te se ne uzima kao početak pismenosti, jer je korišćeno grčko pismo.
Najstariji turski pisani spomenici pronađeni su u okolini reke Orhon u Mongoliji, zbog čega se nazivaju orhonski spomenici (najstariji sačuvani turski alfabet).
Ovo pismo je specijalno stvoreno za pisanje na drvetu ili kamenu, a piše se s desna na levo i odozgo prema dole, sastoji se od 38 znakova, od kojih su 4 znaka za vokale, 3 za poluvokale, i ostalo za konsonante. Konsonanti se upotrebljavaju zavisno od tvrdodi i mehkodi sloga, a pojedini imaju 2-3 oblika. Karakteristično je da se vokali ne pišu uvek, neke reči se pišu sastavljeno, što je otežavalo dešifriranje.
Najstariji natpisi ispisani orhonskim pismom nalaze se na nadgrobnim spomenicima i to na spomeniku Göltekinu, koji je umro 731. godine, Bilgehakanu, koji je umro 734. godine, a spomenici su podignuti godinu dana nakon njihove smrti. Na teritoriji Mongolije koju su naseljavali ti turski narodi, postoji još nedatiranih spomenika, potiču iz drugog turskog kaganata (630. - 744. godine), a postoji i još nekoliko datiranih. Pored ovih pisanih spomenika u isto vreme su nastajali spomenici oko reke Jenisej.
Između pisama na Orhonskim spomenicima i onih na jenisejskim postoje uočljive razlike u oblicima, a kako je jenisejsko pismo slabije razvijeno, smatra se da je ono čak i starije od pisma na orhonskim nadgrobnim spomenicima. Drugo najstarije turkijsko pismo je ujgursko pismo. Ovo pismo je drugo najvažnije pismo Turaka korišćeno pre islamizacije za pisanje budističkih i manihejskih verskih tekstova. Kao jedno od najraširenijih turskijskih pisama ono je imalo i svoje nedostatke. Sadržalo se od 14 znakova, pisalo se s desna na levo, a znakovi su se međusobno povezivali. U istočnom Turkestanu koji je pripadao Ujgurima pronađeni su mnogi historijski spomenici pisani ujgurskim pismom. Iz perioda Ujgurskog kaganata (744.-840. godine) postoje 4 sačuvana natpisa.
Za razliku od orhonskog, ovo pismo se sačuvalo i dugo vremena nakon prihvatanja arapskog pisma. Njegova se upotreba naročito nastavila koristiti u Transoksaniji (prostor preko reke Oksuz), i istočnim turskim zemljama. Sve većim širenjem islama ono se postepeno gubi, ali u pojednim krajevima ono je trajalo čak do 18. veka.

## Islamska civilizacija i Turci
U vreme kad su Tu-kjui bili u prilici da ujedine sve turkijske narode u području Transoksanije, prodrla je arapska vojska pod vođstvom Kutejbe. Turci su se u početku opirali da prihvate ovu monoteističku religiju, a onda su postepeno, počevši od 10. veka primali islam i ulazili u islamski civilizacijski krug. To se dogodilo u vreme Emevija (arapska vladajuća dinastija, emevijski kalifat). Ulaskom u islamski civilizacijski krug turkijski narodi su u potpunosti prihvatili i sistem vrednosti koji je vladao kod već ranijih muslimana. Od samih početaka islamizacije, počinje interes za onim islamskim disciplinama koje su ved bile razvijene među Arapima i Persijancima. Tako je prva disciplina koja je probudila interes Turaka bio Tefsir (tumačenje Kur'ana). Za sve nejasnoće vere traženi su odgovori u Kur'anu, koji na izvesnim mestima nije detaljno objasnio sve odredbe, i onda se prilazilo Tefsiru.
Sledeća disciplina kojoj su i Turci dali pažnju je Hadis. Ova disciplina prvo je nastala kod Arapa i Persijanaca, a kasnije prihvaćena i kod Turaka, iz razloga što se pojavila potreba za novonastale promene. Hadis je disciplina gde su reči Poslanika zabeležene iz nekoliko različitih izvora. Potreba proučavanja Kur'ana i Hadisa nametala je i razvoj islamskog prava, i to je bila treća disciplina koja se razvila među islamiziranim turskim narodima. Posle ovog nastaju potrebe za istorijskim delima.
Istorija i pre pojave islama nije bila nepoznata Arapima, a nakon pojave islama javlja se jedan novi oblik pisanja istorije, a to su pisanje biografije Poslanika, opisivanje prilika u kojima se nalazio, i na taj način se razvija žanr koji se zove Sira. Posle su beleženi i kasniji važni lideri, kalifi itd. Iz toga se razvija nauka istorija, u čijem razvoju je i grčka istorija imala svoj uticaj. U redosledu razvoja nauka pojavljuje se i geografija, jer je trebalo pisati i beležiti osvojena područja. Kada je reč o razvoju filozofije, kod Arapa ova nauka nastaje već u 2. veku po Hidžri u obliku apologetike, a to je stoga što se najpre pojavio interes za proučavanje Božijih atributa, a onda u vezi s tim sudbine i ljudske volje.
U sve ove naučne oblasti Turci su se uključili već od 10. veka, ali ako je reč o razvoju književnosti kao umetnosti, najveći uticaj na ranu tursku književnost imala je arapska književnosti i umetnost, te persijska književnosti i umetnost. Prihvaćene su i ustaljene arapske jezičke i književne norme jer su naprosto bile neprikosovene.

## Literatura
- Andrews, Walter G. (1997). Ottoman Lyric Poetry: An Anthology. University of Texas Press. ISBN 978-0-292-70472-5..
- —. Poetry's Voice, Society's Song. ISBN 978-0-295-96153-8..
- Belge, Murat. Osmanlı'da Kurumlar ve Kültür. ISBN 975-8998-03-X..
- Bezirci, Asım; ed. Seçme Romanlar: Yazarları, Eserleri, Roman Özetleri, Eleştiriler, Kaynaklar. İstanbul: Evrensel Basım Yayın, 1997.
- Can, Fazli; Patton, Jon M. (2010). „Change of Word Characteristics in 20th-Century Turkish Literature: A Statistical Analysis”. Journal of Quantitative Linguistics. 17 (3): 167—190. S2CID 9236823. doi:10.1080/09296174.2010.485444. hdl:11693/38195.
- Fuat, Mehmet; ed. (2002) „Nâzım Hikmet: Life Story”. Tr. Nurgül Kıvılcım Yavuz. Retrieved 1 March 2006.
- Gökalp, G. Gonca. „Osmanlı Dönemi Türk Romanının Başlangıcında Beş Eser” in Hacettepe Üniversitesi Edebiyat Fakültesi Dergisi, pp. 185–202.
- Halman, Talât Sait; ed. tr. „Introduction” Архивирано на веб-сајту  (22. јун 2014). Just for the Hell of It: 111 Poems by Orhan Veli Kanık. Multilingual Yabancı Dil Yayınları, 1997.
- Hagen, Gottfried, Sira, Ottoman Turkish, in Muhammad in History, Thought, and Culture: An Encyclopedia of the Prophet of God (2 vols.), Edited by C. Fitzpatrick and A. Walker, Santa Barbara, ABC-CLIO, . II. 2014. стр. 585—597. ISBN 978-1-61069-177-2. Недостаје или је празан параметар |title= (помоћ)
- Holbrook, Victoria (1992). „Originality and Ottoman Poetics: In the Wilderness of the New”. Journal of the American Oriental Society. 112 (3): 440—454.
- Karaalioğlu, Seyit Kemal. Türk Edebiyatı Tarihi. İstanbul: İnkılâp ve Aka Basımevi, 1980.
- —; ed. Ziya Paşa: Hayatı ve Şiirleri. İstanbul: İnkılâp ve Aka Basımevi, 1984.
- Lester, Toby. (1997) „New-Alphabet Disease?”. Retrieved 6 March 2006.
- Lewis, Geoffrey (1999). The Turkish Language Reform: A Catastrophic Success. Oxford: Oxford University Press..
- Mansel, Philip. Constantinople: City of the World's Desire, 1453—1924. ISBN 978-0-14-026246-9..
- Moran, Berna (1997). Türk romanına eleştirel bir bakış: Ahmet Mithat'tan A.H. Tanpınar'a. 1. İletişim Yayınları. ISBN 975-470-054-0..
- Muhtar, İbrahim et al. (2003) „Genç Kalemler”. Retrieved 23 February 2006.
- Pala, İskender. Divân Şiiri Antolojisi: Dîvânü'd-Devâvîn. ISBN 975-338-081-X..
- Paskin, Sylvia. (2005) „The cloak of love”. Retrieved 5 March 2006.
- Selçuk Üniversitesi Uzaktan Eğitim Programı (SUZEP). „Türk Yazı Dilinin Tarihî Gelişimi”. Retrieved 29 May 2006.
- Şafak, Elif. (2005) „There Is No Clash of Civilizations”. Retrieved 24 February 2006.
- Şentürk, Ahmet Atilla. Osmanlı Şiiri Antolojisi. ISBN 975-08-0163-6..
- Tanpınar, Ahmet Hamdi. 19'uncu Asır Türk Edebiyatı Tarihi. İstanbul: Çağlayan Kitabevi, 1988.
- Tietze, Andreas; ed. „Önsöz”, Akabi Hikyayesi. pp. IX–XXI. İstanbul: Eren Yayıncılık ve Kitapçılık Ltd. Şti., 1991.
- Wolf-Gazo, Ernest. (1996) „John Dewey in Turkey: An Educational Mission”. Retrieved 6 March 2006.
- Wells, Charles (1891). The Literature of the Turks. B. Quaritch. стр. 272. Приступљено 5. 7. 2011.
- Sir James William Redhouse (1879). On the history, system, and varieties of Turkish poetry: Illustrated by selections in the original, and in English paraphrase, with a notice of the Islamic doctrine of the immortality of woman's soul in the future state (reprint изд.). Trübner and co. стр. 61. Приступљено 5. 7. 2011.
- Elias John Wilkinson Gibb (1900).  Edward Granville Browne, ур. A history of Ottoman poetry, Volume 1. Luzac. Приступљено 5. 7. 2011.
- Elias John Wilkinson Gibb, ур. (1882). Ottoman poems: translated into English verse in the original forms, with introduction, biographical notices, and notes. Trübner & co. стр. 272. Приступљено 5. 7. 2011.
- Elias John Wilkinson Gibb, ур. (1901). Ottoman literature: the poets and poetry of Turkey. M. W. Dunne. стр. 351. Приступљено 5. 7. 2011.
- Wilson, Epiphanius, ур. (1901). Turkish literature: comprising fables, belles-lettres, and sacred traditions. Volume 10 of Literature of the Orient (revised изд.). Colonial Press. стр. 462. Приступљено 5. 7. 2011.